# 李進熙
李 進熙（り じんひ、イ・ジンヒ、韓: 이진희、1929年 - 2012年4月15日）は、在日韓国人の歴史研究者・著述家。和光大学名誉教授。文学博士（明治大学）。専門は考古学、古代史、日朝関係史。慶尚南道出身。1984年に韓国籍を取得。

## 略歴
- 1948年
  - 10月 在日本朝鮮人連盟水戸支部（現茨城県水戸市）内の小学校の臨時教師となる。
  - 12月 朝鮮聯盟茨城中央小学校（現茨城県土浦市）で教師となる。
  - 1949年11月に朝聯学校は閉鎖される。
- 1950年 明治大学入学、土浦第一小学校非常勤講師を兼務。
- 1955年 朝鮮高校の時間講師となる。
- 1957年 明治大学大学院修士課程修了、朝鮮高校の専任講師となる。
- 1961年 朝鮮大学校 (日本)の講師（考古学、朝鮮古代史）となる。
- 1971年 朝鮮大学校を退職。
- 1984年 韓国籍を取得。
- 1994年 和光大学人文学部教授。
- 2003年
  - 3月 和光大学を定年退職。
  - 4月 和光大学名誉教授。
  - 韓国政府より国民褒章「牡丹章」受章[1]。
- 2012年4月15日に肺がんのため死去[2]。

## 活動
- 朝鮮大学校を去って後、季刊誌『日本の中の朝鮮文化』の13号（1972年正月発刊）以降で編集に携わり、次いで季刊誌『三千里』（1975年 - 1988年）、季刊誌『青丘』（1989年 - 1996年）では編集長を務めた。これと平行して主に古代史に取材し、独自の歴史解釈をこらした多々の著作で知られる。司馬遼太郎、松本清張、金達寿ら歴史作家との対談を盛んに行い、その言論活動は社会に大きな影響を与えた。しかしながら学術的には正確性に問題があり、また戦前の日本の植民地政策への反感に基づく韓国国粋主義性の点で批判を受けてもいる。

- 1974年4月、朴正熙の独裁政権に反対するデモを起こした大学生らのうち180人が拘束される「民青学連事件」が発生[3][4]。7月16日までに、金芝河ら14人に死刑、15人に無期懲役、日本人の太刀川正樹と早川嘉春を含む26人に懲役15年から20年の刑が科せられた[5][6]。7月21日に金の死刑は無期懲役に減刑されるも[7]、李進熙、金達寿、鶴見俊輔、針生一郎ら4人は「金芝河氏ら全被告を釈放せよ」と抗議し、7月27日から30日にかけて数寄屋橋公園でハンガー・ストライキを行った[6][8][9]。

- 日朝関係の研究の促進を図って韓国文化研究振興財団（2005年に財団法人韓哲文化財団へと改称）の設立を推進したメンバーの一人であり、1990年12月に設立が認可されたときには常務理事を務めた。

## 歴史論争
1970年代に李の提唱した仮説は大きな論議を呼んだが、歴史小説的イマジネーションに富む反面、実証的な考古学の立場からは否定的に扱われる部分がある。主なものとしては以下の通りである。
好太王碑文改竄説
発表当時（1972年）に流布していた数十例の日本・中国・朝鮮の碑文写真や拓本を精査して編年を行ない、当時の拓本のほとんどが碑面に石灰を塗布して改竄した新しい碑文から拓出されたものであるという指摘であり、5世紀の朝鮮半島に日本が権益を有していたように捏造するために、広開土王碑文の拓本を持ち帰った日本軍部が碑面に石灰を塗布して倭・任那関係の記事の改竄を行ったとするものである。その後の原石拓本の発見によりこうした改竄のなかったことが確認され、逆に朝鮮・韓国の学者の読み替えが批判されることともなった。
江田船山古墳出土大刀主体者百済王説
江田船山古墳出土の銀象嵌銘大刀の主体者は百済の蓋鹵王と解釈し、九州が韓国の領土であったと主張している。（一般的には大刀銘の主体者は獲加多支鹵大王（倭王武、雄略天皇） とする説が主流である。）

## 著作
- 『朝鮮歴史年表』（朴慶植と共編）、未來社、1962
  - 『朝鮮歴史年表 増補版』（朴慶植と共編）、未來社、1964
- 『広開土王陵碑の研究』吉川弘文館 1972
  - 『広開土王陵碑の研究 増訂版』（資料編あり）、吉川弘文館 1974
- 『好太王碑の謎 日本古代史を書きかえる』講談社、1974 ISBN 4-06-183578-5
  - 『好太王碑の謎 日本古代史を書きかえる』講談社文庫、1985 ISBN 406-1835785
- 『好太王碑と任那日本府』学生社 1977
- 『教科書に書かれた朝鮮』（金達寿、姜在彦、姜徳相と共著）講談社 1979
- 『広開土王碑と七支刀』学生社 1980
- 『日本文化と朝鮮』日本放送出版協会＜NHKブックス＞、1980
  - 『新版 日本文化と朝鮮』日本放送出版協会、1995 ISBN 4140017333
- 『韓国の古都を行く』学生社、1988 ISBN 4311201400
  - 『韓国の古都を行く 増補新版』学生社、2002 ISBN 4-311-20259-8
- 『韓国美術の伝統（古代の日本と韓国）』（金子量重、鎌田茂雄、中吉功、韓基斗と共著）、学生社1990
- 『江戸時代の朝鮮通信使』講談社、1987 ISBN 4062034271
  - 『江戸時代の朝鮮通信使』講談社＜講談社学術文庫＞、1992 ISBN 4061590391
- 『朝鮮通信使と日本人』学生社、1992
- 『考古学から見た古代の韓国と日本 古代の日本と韓国7』（猪熊兼勝・江坂輝弥・中村春寿・森浩一と共著）学生社 1993
- 『日朝交流史』（姜在彦と共著）、有斐閣選書、1995 ISBN 4641182361
- 『高句麗・渤海を行く』青丘文化社、1997 ISBN 4879240788
  - 『高句麗・渤海を行く 新版』青丘文化社、2002、ISBN 4879240850
- 『朝鮮学事始め』（旗田巍、姜在彦と共著）、 青丘文化社、1997 ISBN 487924077X
- 『海峡 ある在日史学者の半生』青丘文化社、2000 ISBN 4879240826
- 『好太王碑研究とその後』青丘文化社、2003 ISBN 4879240877
- 『渡来文化のうねり―古代の朝鮮と日本』青丘文化社、2006 ISBN 4879240907

## その他
- 1996年12月に発生したペルー日本大使公邸占拠事件において、当時日本企業のペルー駐在員で同僚とともに天皇誕生日祝賀レセプションに出席していた長男の李明浩が人質となった。李進熙も被害者家族として朝日新聞の取材に応じている。明浩と同僚らは年明け後間もなく解放され、事件終結前に日本に戻った。
- 妻はエッセイストの呉文子。妻の父は日本で最初に朝鮮民主主義人民共和国（北朝鮮）の実情を告発する書物を著した関貴星で、関とは1962年-1971年5月、義絶状態であった[10]。